# Robert Kalinowski (dziennikarz)
Robert Kalinowski (ur. 17 czerwca 1968) – polski dziennikarz radiowy i telewizyjny, wydawca serwisów informacyjnych w TVP i TVP Info.

## Kariera zawodowa
Karierę dziennikarską zaczynał w RMF FM, gdzie w latach 1995-2007 i ponownie 2011-2014 prowadził serwisy informacyjne. Był także wydawcą i redaktorem portalu internetowego RMF24.pl
Przeprowadził wiele wywiadów z osobistościami świata kultury, które były emitowane na antenie RMF FM. Rozmawiał między innymi z Larsem von Trierem, Wimem Wendersem, Sławomirem Mrożkiem, Ryszardem Kapuścińskim czy Jirim Menzlem.
11 września 2001 roku po zamachu na World Trade Center w Nowym Jorku, współprowadził jeden z najdłuższych, nadawany nieprzerwanie przez osiem godzin, serwisów informacyjnych w historii polskiej radiofonii.
Kilkakrotnie był wysłannikiem RMF FM w czasie konfliktu na Bałkanach. W 1999 roku przez 40 dni relacjonował z Belgradu bombardowanego przez siły NATO. W czasie nalotów współpracował także z Panoramą w TVP2.
W Belgradzie przeprowadził między innymi wywiad z Željko Ražnatoviciem, znanym pod pseudonimem Arkan, osławionym watażką, największym i najbardziej wpływowym przywódcą mafijnym w Serbii.
W roku 2000 obserwował w Belgradzie aksamitną rewolucję, w wyniku której władzę stracił Slobodan Milošević.
W czasie wojny w Iraku wiosną 2003 roku razem z Piotrem Sadzińskim jako korespondent RMF FM relacjonował z południowego Iraku i Kuwejtu. W 2005 roku po śmierci papieża Jana Pawła II, prosto z Watykanu informował o wydarzeniach związanych z jego śmiercią i pogrzebem. Po powrocie do RMF FM w 2013 roku jako specjalny wysłannik RMF relacjonował z Watykanu po abdykacji papieża Benedykta XVI.
Od stycznia do lipca 2008, był dziennikarzem TV Puls. Przygotowywał tam materiały reporterskie do magazynu informacyjnego Puls Raport i porannego programu Puls o poranku. Prowadził także program kulturalny Puls kultury.
W 2009 i ponownie w latach 2014-2015 współpracował z Polskim Radiem. Prowadził serwisy informacyjne a dla portalu polskieradio.pl przygotowywał analizy poświęcone wojnie na Ukrainie.
Od kwietnia 2014 współpracuje z TVP i  TVP Info. 
W latach 2010–2011 był rzecznikiem prasowym wytwórni filmowej Alvernia Studios.